# Colloquium Lectures (AMS)
La Conférence du Colloque (Colloquium Lecture) de l'American Mathematical Society est une session annuelle spéciale de conférences, la dernière de la session de printemps de la Société. Elle a son origine dans les conférences tenues en 1896, dans le cadre de l'Exposition universelle au Colloque Evanston à Chicago, notamment par Felix Klein, et organisées par Henry Seely White de l'Université Northwestern. White proposa ensuite de leur donner une suite. La première Colloquium Lecture a lieu durant les rencontres d'été de l'AMS, à Buffalo (New York) en 1896. Les conférences sont selon le règlement de l'AMS publiées sous forme de livre dans la série AMS Colloquium Publications.

## Colloquium Lectures
- 1896 James Pierpont : « Galois's theory of equations ».
- 1896 Maxime Bôcher : « Linear differential equations and their applications ».
- 1898 William Fogg Osgood : « Selected topics in the theory of functions ».
- 1898 Arthur Gordon Webster (Clark University) : The partial differential equations of wave propagation.
- 1901 Oskar Bolza : The simplest type of problems in the calculus of variations.
- 1901 Ernest William Brown : « Modern methods of treating dynamical problems, and in particular the problem of three bodies ».
- 1903 Henry Seely White (Northwestern University) : « Linear systems of curves on algebraic surfaces ».
- 1903 Frederick S. Woods (en) (MIT) : « Forms of non-euclidean space ».
- 1903 Edward Burr Van Vleck : « Selected topics in the theory of divergent series and continued fractions ».
- 1906 E. H. Moore : « On the theory of bilinear functional operations ».
- 1906 Ernest J. Wilczynski (Berkeley) : « Projective differential geometry ».
- 1906 Max Mason (en) (Yale) : « Selected topics in the theory of boundary value problems of differential equations ».
- 1909 Gilbert A. Bliss : « Fundamental existence theorems ».
- 1909 Edward Kasner : « Differential-geometric aspects of dynamics ».
- 1913 Leonard E. Dickson : « On invariants and the theory of numbers ».
- 1913 William Fogg Osgood : « Topics in the theory of functions of several complex variables ».
- 1916 Griffith C. Evans (Université Rice) : « Functionals and their applications, selected topics including integral equations ».
- 1916 Oswald Veblen : « Analysis situs ».
- 1920 George David Birkhoff : « Dynamical systems ».
- 1920 Forest Ray Moulton : « Topics from the theory of functions of infinitely many variables ».
- 1925 Luther P. Eisenhart : « Non-Riemannian geometry ».
- 1925 Dunham Jackson : « The Theory of Approximations ».
- 1927 Eric Temple Bell : « Algebraic arithmetic ».
- 1927 Anna Pell Wheeler : « The theory of quadratic forms in infinitely many variables and applications ».
- 1928 Arthur B. Coble (en) (University of Illinois) : « The determination of the tritangent planes of the space sextic of genus four ».
- 1929 Robert Lee Moore : « Foundations of point set theory ».
- 1930 Solomon Lefschetz : « Topology ».
- 1931 Marston Morse : « The calculus of variations in the large ».
- 1932 Joseph Ritt : « Differential equations from the algebraic standpoint ».
- 1934 Raymond Paley et Norbert Wiener : « Fourier transforms in the complex domain ».
- 1935 Harry Vandiver : « Fermat's last theorem and related topics in number theory ».
- 1936 Edward W. Chittenden (University of Iowa) : « Topics in general analysis ».
- 1937 John von Neumann : « Continuous geometry ».
- 1939 Abraham Adrian Albert : « Structure of algebras ».
- 1939 Marshall Stone : « Convex bodies ».
- 1940 Gordon Thomas Whyburn : « Analytic topology ».
- 1941 Øystein Ore : « Mathematical relations and structures ».
- 1942 Raymond Louis Wilder : « Topology of manifolds ».
- 1943 Edward James McShane : « Existence theorems in the calculus of variations ».
- 1944 Einar Hille : « Selected topics in the theory of semi-groups ».
- 1945 Tibor Radó : « Length and area ».
- 1946 Hassler Whitney : « Topology of smooth manifolds ».
- 1947 Oscar Zariski : « Abstract algebraic geometry ».
- 1948 Richard Brauer : « Representation of groups and rings ».
- 1949 Gustav Hedlund : « Topological Dynamics »
- 1951 Deane Montgomery : « Topological transformation groups ».
- 1952 Alfred Tarski : « Arithmetical classes and types of algebraic systems ».
- 1953 Antoni Zygmund : « On the existence and properties of certain singular integrals ».
- 1955 Nathan Jacobson : « Jordan algebras ».
- 1956 Salomon Bochner : « Harmonic analysis and probability ».
- 1957 Norman Steenrod : « Cohomology operations ».
- 1959 Joseph L. Doob : « The first boundary value problem ».
- 1960 Shiing-Shen Chern : « Geometrical structures on manifolds ».
- 1961 George Mackey : « Infinite dimensional group representatives ».
- 1963 Saunders Mac Lane : « Categorical algebra ».
- 1964 Charles Morrey (en) : « Multiple integrals in the calculus of variations ».
- 1965 Alberto Calderón : « Singular integrals ».
- 1967 Samuel Eilenberg : « Universal algebras and the theory of automata ».
- 1968 Donald Spencer : « Overdetermined systems of partial differential equations ».
- 1968 John Willard Milnor : « Uses of the fundamental group ».
- 1969 Raoul Bott : « On the periodicity theorem of the classical groups and its applications ».
- 1969 Harish-Chandra : « Harmonic analysis of semisimple Lie groups ».
- 1970 R. H. Bing : « Topology of 3-manifolds ».
- 1971 Lipman Bers : « Uniformization, moduli, and Kleinian groups ».
- 1971 Armand Borel : « Algebraic groups and arithmetic groups ».
- 1972 Stephen Smale : « Applications of global analysis to biology, economics, electrical circuits, and celestial mechanics ».
- 1972 John T. Tate : « The arithmetic of elliptic curves ».
- 1973 Michael Francis Atiyah : The index of elliptic operators.
- 1973 Felix Browder : « Nonlinear functional analysis and its applications to nonlinear partial differential and integral equations ».
- 1974 Errett Bishop (en) : « Schizophrenia in contemporary mathematics ».
- 1974 Louis Nirenberg : « Selected topics in partial differential equations ».
- 1974 John Griggs Thompson : « Finite simple groups ».
- 1975 Howard Jerome Keisler : « New directions in model theory ».
- 1975 Ellis Kolchin : « Differential algebraic groups ».
- 1975 Elias Stein : « Singular integrals, old and new ».
- 1976 Isadore M. Singer : « Connections between analysis, geometry and topology ».
- 1976 Jürgen Moser : « Recent progress in dynamical systems ».
- 1977 William Browder : « Differential topology of higher dimensional manifolds ».
- 1977 Herbert Federer : « Geometric measure theory ».
- 1978 Hyman Bass : « Algebraic K-theory ».
- 1979 Phillip Griffiths : « Complex analysis and algebraic geometry ».
- 1979 George Mostow : « Discrete subgroups of Lie groups ».
- 1980 Wolfgang M. Schmidt : « Various methods in number theory ».
- 1980 Julia Robinson : « Between logic and arithmetic ».
- 1981 Mark Kac : « Some mathematical problems suggested by questions in physics ».
- 1981 Serge Lang : « Units and class numbers in algebraic geometry and number theory ».
- 1982 Dennis Sullivan : « Geometry, iteration, and group theory ».
- 1982 Morris Hirsch : « Convergence in ordinary and partial differential equations ».
- 1983 Charles Fefferman : « The uncertainty principle ».
- 1983 Bertram Kostant : « On the Coxeter element and the structure of the exceptional Lie groups ».
- 1984 Barry Mazur : « On the arithmetic of curves ».
- 1984 Paul Rabinowitz : « Minimax methods in critical point theory and applications to differential equations ».
- 1985 Daniel Gorenstein : « The classification of the finite simple groups ».
- 1985 Karen Uhlenbeck : « Mathematical gauge field theory ».
- 1986 Shing-Tung Yau : « Nonlinear analysis ».
- 1987 Peter Lax : « Uses of the non-Euclidean wave equation ».
- 1987 Edward Witten : « Mathematical applications of quantum field theory ».
- 1988 Victor Guillemin : « Spectral properties of Riemannian manifolds ».
- 1989 Nicholas Katz : « Exponential sums and differential equations ».
- 1989 William Thurston : « Geometry, groups, and self-similar tilings ».
- 1990 Shlomo Sternberg : « Some thoughts on the interaction between group theory and physics ».
- 1991 Robert MacPherson : « Intersection homology and perverse sheaves ».
- 1992 Robert Langlands : « Automorphic forms and Hasse-Wiel zeta-functions and Finite models for percolation ».
- 1993 Luis Caffarelli : « Nonlinear differential equations and Lagrangian coordinates ».
- 1993 Sergiu Klainerman : « On the regularity properties of gauge theories in Minkowski space-time ».
- 1994 Jean Bourgain : « Harmonic analysis and nonlinear evolution equations ».
- 1995 Clifford Taubes : « Mysteries in three and four dimensions ».
- 1996 Andrew Wiles : « Modular forms, elliptic curves and Galois representations ».
- 1997 Daniel Stroock : « Analysis on spaces of paths ».
- 1998 Gian-Carlo Rota : « Introduction to geometric probability; Invariant theory old and new; and Combinatorial snapshots ».
- 1999 Helmut Hofer : « Symplectic geometry from a dynamical systems point of view ».
- 2000 Curtis McMullen : « Riemann surfaces in dynamics, topology, and arithmetic ».
- 2001 János Kollár : « Large rationally connected varieties ».
- 2002 Lawrence C. Evans : « Entropy methods for partial differential equations ».
- 2003 Peter Sarnak : « Spectra of hyperbolic surfaces and applications ».
- 2004 Sun-Yung Alice Chang : « Conformal invariants and partial differential equations ».
- 2005 Robert Lazarsfeld : « How polynomials vanish: Singularities, integrals, and ideals ».
- 2006 Hendrik Lenstra, Jr., « Entangled radicals ».
- 2007 Andrei Jurjewitsch Okunkow : « Limit shapes, real and imagined ».
- 2008 Wendelin Werner : « Random conformally invariant pictures ».
- 2009 Grigori Alexandrowitsch Margulis : « Homogenous dynamics and number theory ».
- 2010 Richard P. Stanley : « Permutations: 1) Increasing and decreasing subsequences; 2) Alternating permutations; 3) Reduced decompositions ».
- 2011 Alexander Lubotzky : « Expander graphs in pure and applied mathematics ».
- 2012 Edward Frenkel : « Langlands program, trace formulas, and their geometrization ».
- 2013 Alice Guionnet : « Free probability and random matrices ».
- 2014 Dusa McDuff : « Symplectic topology today ».
- 2015 Michael J. Hopkins : « 1) Algebraic topology: New and old directions; 2) The Kervaire invariant problem; 3) Chern-Weil theory and abstract homotopy theory ».
- 2016 Timothy A. Gowers : « Generalizations of Fourier analysis, and how to apply them »[2]
- 2017 Carlos Kenig : The focusing energy critical wave equation: the radical case in 3 space dimensions[3].
- 2018 Avi Wigderson : 1) «Alternate Minimization and Scaling algorithms: theory, applications and connections across mathematics and computer science» 2) «Proving algebraic identities» 3) «Proving analytic inequalities»[4]
- 2019 Benedict Gross : « Complex multiplication: past, present, future ».
- 2020 Ingrid Daubechies : « Mathematical Frameworks for Signal and Image Analysis »[5]
- 2021 non décerné
- 2022 Karen Smith : « Understanding and measuring singularities in algebraic geometry »
- 2023 Camillo De Lellis : « Flows of nonsmooth vector fields »
- 2024 Terence Tao : 1) «Machine Assisted Proof» 2) «Translational Tilings of Euclidean space» 3) «Correlations of Multiplicative Functions»